# 埃羅斯 (阿肯色州)
埃羅斯（英語：Eros）是位於美國阿肯色州馬里昂縣的一個非建制地區。該地的面積和人口皆未知。

## 地理
埃羅斯的座標為36°11′00″N 92°51′03″W / 36.18333°N 92.85083°W，而該地的平均海拔高度為311米（即1020英尺）。